# Emigració il·legal

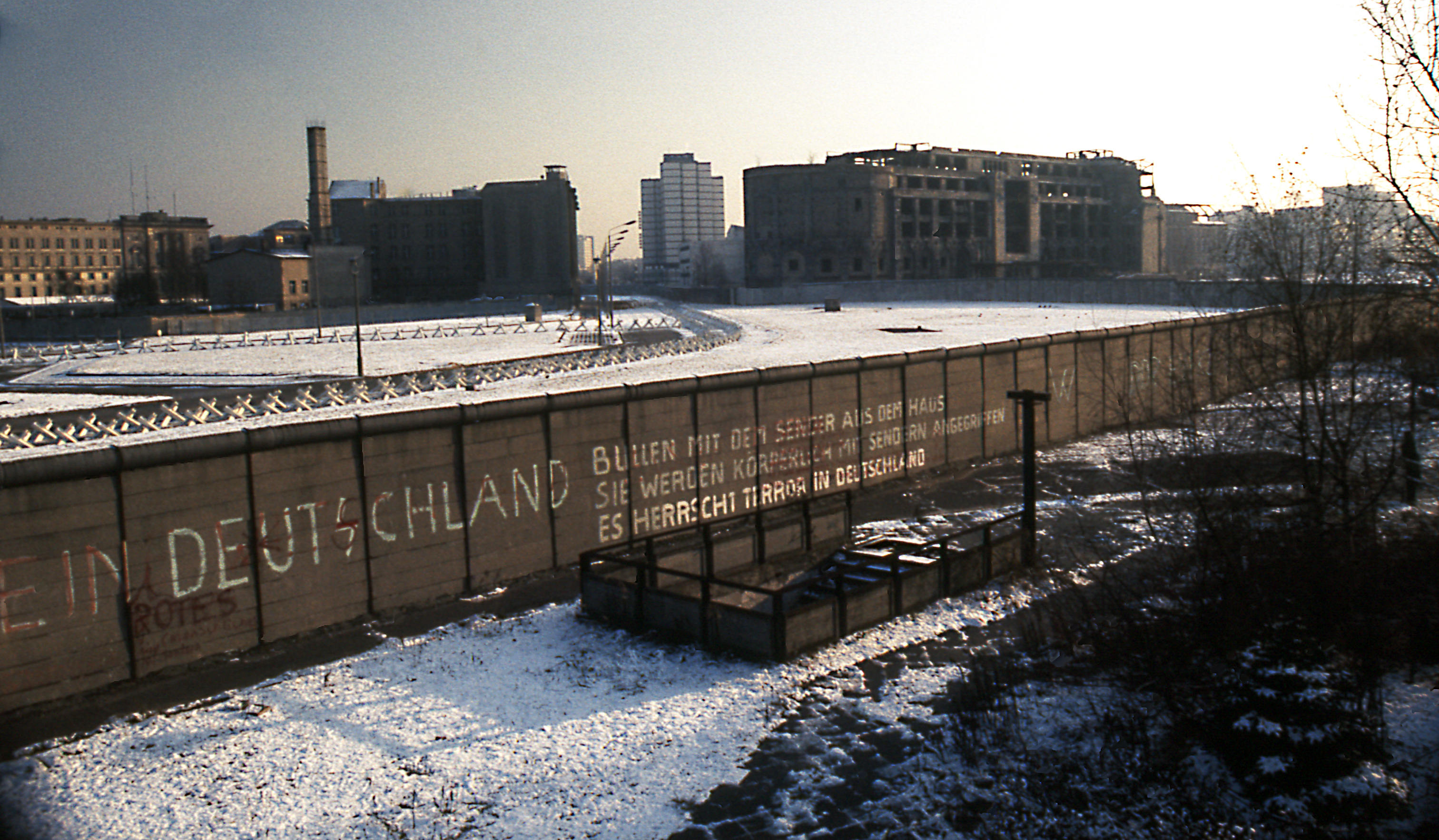
A partir del 1961, la República Democràtica Alemanya va construir el Mur de Berlín per a evitar l'emigració del Bloc de l'Est.

El terme emigració il·legal s'aplica quan una persona que es desplaça a través de les fronteres d'una nació o estat ho 
fa violant les lleis d'emigració. Per exemple, una persona pot anar a l'estranger legalment i negar-se a tornar quan el país d'origen ho exigeix.
Rússia va implementar restriccions a l'emigració dos mesos després de la Revolució Russa de 1917, que va comportar la prohibició de l'emigració en les diferents Repúbliques Socialistes de la Unió Soviètica. Després de la creació del Bloc de l'Est que agrupava als països ocupats per la Unió Soviètica durant la Segona Guerra Mundial, aquests països del Bloc van instituir restriccions a l'emigració semblants a les de la Unió Soviètica. Després de la construcció del Mur de Berlín el 1961, l'emigració de l'est alemany cap a l'oest es va aturar en gran part, excepte per raons de migració ètnica, encara que van tenir lloc uns milers d'intents d'escapar de la República Democràtica Alemanya, inclosos els casos per la deserció dels guàrdies de fronteres. Generalment, la fugida de qualsevol ciutadà era considerada com a deserció. Corea del Nord també controla d'una manera molt estricta l'emigració.
Els casos especials, quan algú fuig d'un país com a refugiat que escapa perquè és perseguit, o perquè ha comès un delicte i tracta d'evitar el seu processament. Però, com a immigrant il·legal es pot obligarla persona a retornar al seu país i, com a criminal, pot enfrontar-se a l'extradició o l'enjudiciament en l'altre país. La postura de les Nacions Unides és que la llibertat d'emigrar és un dret humà, que forma part del dret a la llibertat de circulació. Segons la Declaració Universal dels Drets Humans: "Tota persona té dret a sortir de qualsevol país, àdhuc el propi, i a retornar-hi".